# Castillo de Molina de Aragón

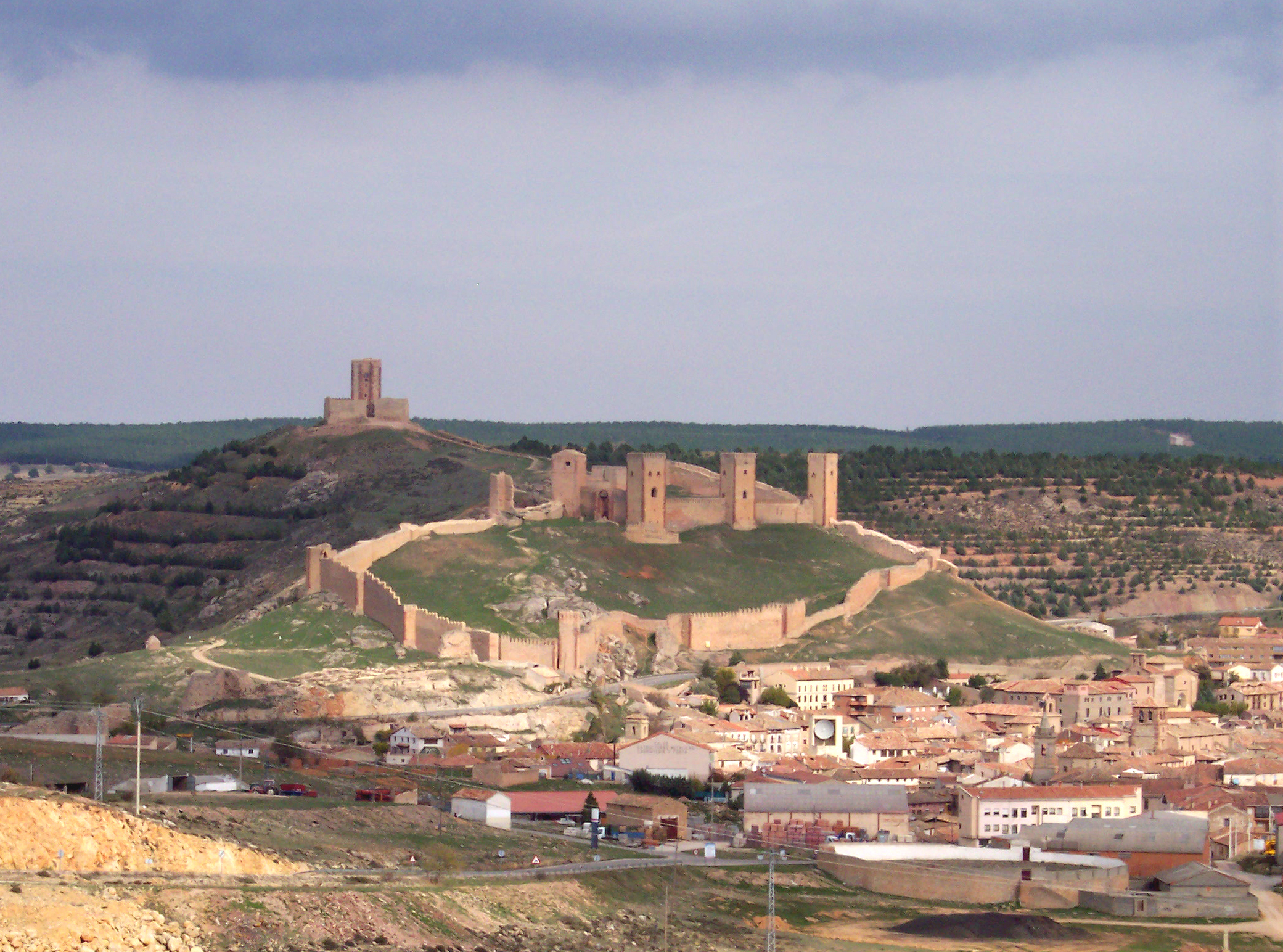
Molina de Aragón und Burg

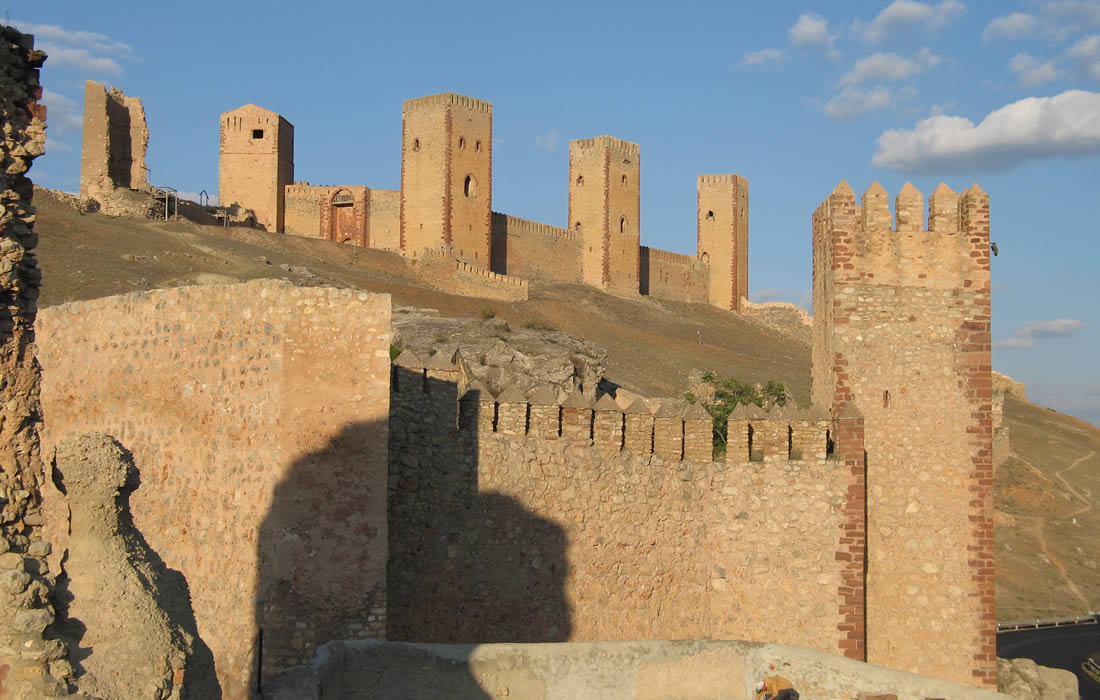
Burg in Molina de Aragón

Das Castillo de Molina de Aragón ist eine Burg nahe dem Río Gallo in Molina de Aragón, einer Gemeinde in der spanischen Provinz Guadalajara der Autonomen Region Kastilien-La Mancha, die im 12. Jahrhundert errichtet wurde. Die Burg, am Abhang des Berges über dem Ort, ist ein geschütztes Baudenkmal.

## Geschichte und Beschreibung
Der Vorgängerbau, eine arabische Festung, ist schon für das 10. Jahrhundert überliefert. Im Jahr 1129 wurde unter Alfons I., König von Aragonien und Navarra, die Region zurückerobert.
Auf dem Berggipfel steht der Hauptturm, der von einem Wall umgeben ist und durch eine lange Mauer mit der übrigen Burg verbunden wird. Um diese Anlage besteht ein Einfriedungsring mit ursprünglich sechs Türmen, von denen heute noch vier erhalten sind.